# After (2012)
After is een Amerikaanse fantasy/horrorfilm uit 2012 onder regie van Ryan Smith, met in de hoofdrollen Steven Strait en Karolina Wydra.

## Verhaal
Ana en Freddy, overlevenden van een busongeluk, ontdekken dat hun stad verlaten is en omringd wordt door een zwarte mist die langzaam oprukt naar het stadscentrum. Terwijl ze speculeren over hun vreemde gedeelde realiteit, worstelen ze met onverklaarbare gebeurtenissen zoals tijdreizen, de zoektocht naar een sleutel om een magische deur te openen en aanvallen van een schrikwekkend monster. Het blijkt dat Ana na het busongeluk in een coma ligt en dat alle gebeurtenissen zich afspelen in haar hoofd. Alleen als Ana en Freddy erin slagen om te ontsnappen vooraleer het stadje volledig in zwarte mist is gehuld, kan Ana uit haar coma ontwaken.

## Rolbezetting
| Acteur          | Personage    |
| --------------- | ------------ |
| Steven Strait   | Freddy       |
| Karolina Wydra  | Ana          |
| Sandra Lafferty | tante Lu     |
| Madison Lintz   | jonge Ana    |
| Chase Presley   | jonge Freddy |
| Jackson Walker  | Phil         |

## Release en ontvangst
After ging in première op 19 april 2012 op het Nashville Film Festival.  Op 14 september 2012 werd de film in de  Verenigde Staten uitgebracht in een beperkt aantal bioscoopzalen. In België werd de film vertoond tijdens het Brussels International Festival of Fantastic Film op 10 april 2013.
De film kreeg gemengde tot positieve recensies, vooral van sites gewijd aan horrorfilms. Blood Red Reviews gaf een score van 97/100 en schreef: "Het is zeer origineel, maar volgt nog steeds alle klassieke horrorregels". INFLUX Magazine gaf een soortgelijke beoordeling van 9,5 op 10 en noemde het verhaal "strak en boeiend" en de acteurs "echt geloofwaardig en sympathiek".